# Автошлях Т 2302
| Маршрут: Т 2302             | Маршрут: Т 2302           |
| --------------------------- | ------------------------- |
| Хмельницький район          |                           |
| Чернелівка                  | Т 2314                    |
| Слобідка-Чернелівська       | 4,4 км                    |
| Котюржинці                  | 9,6 км                    |
| Миколаїв                    | 10,9 км                   |
| Манилівка                   | 13,5 км                   |
| Антонівка                   | 17,9 км                   |
| Чорний Острів               | 20,9 км Т 2311            |
| Мар'янівка                  | 23,4 км Т 2311            |
| Климківці                   | 33,3 км E50 М12           |
| Немичинці                   | 40,1 км                   |
| Гвардійське                 | 45,9 км                   |
| Хмелівка                    | 51,5 км                   |
| Бедриківці                  | 65,7 км                   |
| Городок                     | 72,5 км Р50 Т 0903 Т 2312 |
| Купин                       | 79,4 км                   |
| Велика Левада               | 84,0 км                   |
| Великий Карабчіїв           | 88,8 км                   |
| Грицьків                    | 92,9 км                   |
| Кам'янець-Подільський район |                           |
| Смотрич                     | 94,1 км Т 2308            |

Автошля́х Т 2302 — територіальний автомобільний шлях в Україні. Проходить територією Хмельницького та Кам'янець-Подільського районів Хмельницької області через Чернелівку — Чорний Острів — Городок — Смотрич.
Починається в селі Чернелівка проходить через село Миколаїв Хмельницького району, селище Чорний Острів, села Мар'янівка, Климківці, Гвардійське, місто Городок, та закінчується в селищі Смотрич Кам'янець-Подільського району.
Основна (проїжджа) частина дороги має ширину 6—8 м, загальна ширина 9—12 м. Покриття — асфальт. Місцями кам'яне і щебеневе.
Загальна довжина — 94,1 км.